# 博尔德 (大西洋比利牛斯省)
博尔德（法語：Bordes，法語發音：[bɔʁd]）是法国大西洋比利牛斯省的一个市镇，位于该省东部，属于波城区。

## 地理
博尔德（43°14'9"N, 0°16'55"W）面积7.27 平方千米，位于法国新阿基坦大区大西洋比利牛斯省，该省份为法国东南部省份，涵盖了贝阿恩与北巴斯克，西临大西洋比斯開灣，北至朗德省，东北接热尔省，东临上比利牛斯省，南与西班牙接壤。
与博尔德接壤的市镇（或旧市镇、城区）包括：昂加伊斯、阿尔蒂格卢唐、阿萨特、巴利罗斯、博埃伊-伯赞、乌斯、帕尔迪斯皮耶塔特。
博尔德的时区为UTC+01:00、UTC+02:00（夏令时）。

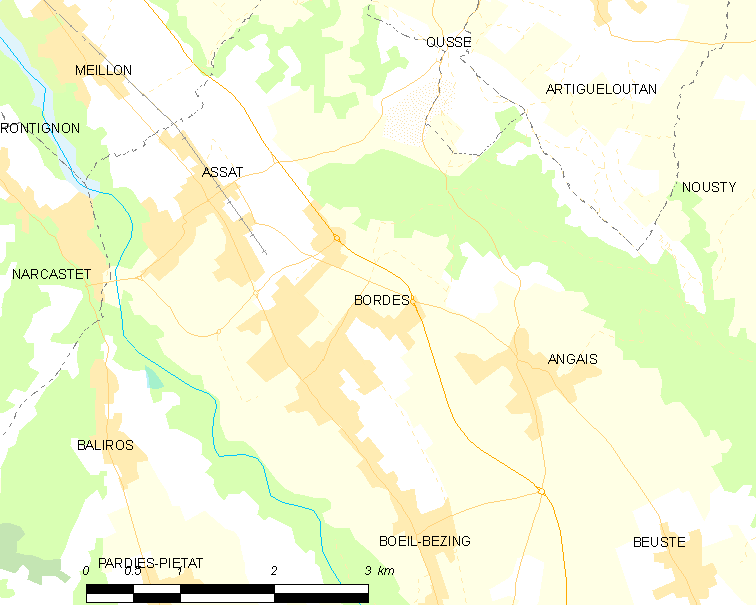
博尔德的OSM定位图

## 行政
博尔德的邮政编码为64510，INSEE市镇编码为64138。

## 政治
博尔德所属的省级选区为乌斯河与拉关河河谷县。

## 人口

1962-2008年间博尔德人口变化图示

博尔德于2022年1月1日时的人口数量为2878人。